# Sébastien Lecornu
Sébastien Lecornu (uitspraakⓘ; Eaubonne, 11 juni 1986) is een Frans politicus. Sinds 20 mei 2022 is hij minister van de Strijdkrachten onder premiers Élisabeth Borne, Gabriel Attal en Michel Barnier.
Eerder diende Lecornu als staatssecretaris op het ministerie van Ecologie en Duurzame Ontwikkeling van 2017 tot 2018) en minister voor Territoriale gemeenschappen van 2018 tot 2020 in de regering-Philippe II en minister van Overzeese Gebiedsdelen van 2020 tot 2022 in de regering-Castex. Ook was hij onder andere burgemeester van de gemeente Vernon (2014-2015), voorzitter van de Conseil départemental van Eure (2015-2017, 2021-2022, waarin hij het kanton Vernon sinds 2015 vertegenwoordigt) en senator voor het departement Eure (2020).
Hij was lid van Les Républicains (LR), voormalig Union pour un mouvement populaire (UMP), tot 2017, toen hij lid werd van La République en marche ! (LREM, later Renaissance).
- Bibliothèque nationale de France: cb167570107 (data)
- Gemeinsame Normdatei: 1281411647
- International Standard Name Identifier: 0000 0004 6456 3558
- Système universitaire de documentation: 235064025
- Virtual International Authority File: 4922152080599207230003